# Sorosphaerella
Sorosphaerella es un género de foraminífero bentónico de la subfamilia Hemisphaerammininae, de la familia Stegnamminidae, de la superfamilia Saccamminoidea, del suborden Saccamminina y del orden Astrorhizida. Su especie tipo es Sorosphaera? cooperensis. Su rango cronoestratigráfico abarca desde el Devónico superior hasta el Mississippisiense inferior (Carbonífero inferior).

## Discusión
Clasificaciones previas incluían Sorosphaerella en la familia Hemisphaeramminidae de la superfamilia Astrorhizoidea, así como en el suborden Textulariina del orden Textulariida.

## Clasificación
Sorosphaerella incluye a las siguientes especies:
- Sorosphaerella cooperensis †